# Neha Uberoi
Neha Uberoi (Morristown, 6 februari 1986) is een voormalig professioneel tennisspeelster uit de Verenigde Staten van Amerika. Zij begon met tennis toen zij twee jaar oud was. Haar favoriete ondergrond is hardcourt. In tegenstelling tot haar drie jaar oudere zuster Shikha is Neha in de Verenigde Staten geboren – daardoor heeft zij de Amerikaanse nationaliteit. Neha Uberoi was actief in het proftennis van 2003 tot en met 2009.

## Loopbaan

### Enkelspel
Neha Uberoi debuteerde in 2000 op het ITF-toernooi van Vancouver (Canada). Een keer stond zij in een finale, in 2004 op het ITF-toernooi van Fort Worth (VS) – daar moest zij haar meerdere erkennen in haar oudere zuster Shikha Uberoi.
Uberoi kwalificeerde zich in 2004 voor het eerst voor de hoofdtabel van een WTA-toernooi, op het toernooi van Haiderabad – in de eerste ronde verloor zij van de Russin Maria Kirilenko. Uberoi bereikte de tweede ronde op het toernooi van Charleston van 2006, door landgenote Lisa Raymond te verslaan. Ook in het verdere verloop van haar loopbaan kwam zij niet verder dan de tweede ronde op WTA-toernooien.
Haar hoogste positie op de WTA-ranglijst is de 196e plaats, die zij bereikte in januari 2007.

### Dubbelspel
In het dubbelspel behaalde Neha Uberoi betere resultaten dan in het enkelspel. Zij debuteerde in 2000 op het ITF-toernooi van Vancouver (Canada), samen met haar zuster Shikha. In 2004 stond zij voor het eerst in een finale, op het ITF-toernooi van Fort Worth (VS), samen met Shikha – de zussen verloren van Vania King en Anne Mall. Ook in het verdere verloop van haar loopbaan wist zij ITF-finales niet te winnen.
Uberoi debuteerde in 2004 op het WTA-circuit, bij het toernooi van Charleston, samen met landgenote Tara Snyder. De zussen Uberoi bereikten in 2005 tweemaal een WTA-finale: op het toernooi van Calcutta en een week later in Guangzhou.
Haar beste resultaat op de grandslamtoernooien is het bereiken van de tweede ronde, op de US Open 2005 waarvoor zij samen met landgenote Ahsha Rolle via een wildcard was toegelaten – zij wisten hun openingspartij te winnen van de Belgische Els Callens en de Italiaanse Mara Santangelo. Haar hoogste positie op de WTA-ranglijst is de 107e plaats, die zij bereikte in mei 2006.

## Posities op deWTA-ranglijst
Positie per einde seizoen:
| jaar | rang enkel | rang dubbel |
| ---- | ---------- | ----------- |
| 2008 | 470        | 347         |
| 2007 | 317        | 193         |
| 2006 | 223        | 164         |
| 2005 | 303        | 134         |
| 2004 | 312        | 401         |
| 2003 | 446        | 487         |
| 2002 | 787        | 750         |
| 2001 | 1151       | 843         |
| 2000 | 1157       | –           |

## Palmares
| Legenda                | Legenda                  |
| ---------------------- | ------------------------ |
| Grandslamtoernooi      |                          |
| Olympische Spelen      |                          |
| Year-End Championships |                          |
| tot 2009               | 2009 – 2020 / vanaf 2021 |
| Tier I                 | Premier Mandatory        |
| Tier II                | Premier Five / WTA 1000  |
| Tier III               | Premier / WTA 500        |
| Tier IV & V            | International / WTA 250  |
|                        | Challenger / WTA 125     |

### WTA-finaleplaatsen vrouwendubbelspel
| nr.              | finale     | toernooi      | ondergrond | partner       | tegenstandsters                          | score     |         |
| ---------------- | ---------- | ------------- | ---------- | ------------- | ---------------------------------------- | --------- | ------- |
| verloren finales |            |               |            |               |                                          |           |         |
| 1.               | 2005-09-25 | WTA Calcutta  | hardcourt  | Shikha Uberoi | Jelena Lichovtseva Anastasija Myskina    | 6-1, 6-0  | details |
| 2.               | 2005-10-02 | WTA Guangzhou | hardcourt  | Shikha Uberoi | Maria Elena Camerin Emmanuelle Gagliardi | 7-65, 6-3 | details |

## Resultaten grandslamtoernooien
| Legenda | Legenda                          |
| ------- | -------------------------------- |
| g.t.    | geen toernooi gehouden           |
| l.c.    | lagere categorie                 |
| –       | niet deelgenomen                 |
| G       | uitgeschakeld in de groepsfase   |
| 1R      | uitgeschakeld in de eerste ronde |
| 2R      | uitgeschakeld in de tweede ronde |
| 3R      | uitgeschakeld in de derde ronde  |
| 4R      | uitgeschakeld in de vierde ronde |
| KF      | uitgeschakeld in de kwartfinale  |
| HF      | uitgeschakeld in de halve finale |
| F       | de finale verloren               |
| W       | het toernooi gewonnen            |
| w-v     | winst/verlies-balans             |

### Vrouwendubbelspel
| Toernooi        | 2004 | 2005 | 2006 |
| --------------- | ---- | ---- | ---- |
| Australian Open | –    | –    | –    |
| Roland Garros   | –    | –    | –    |
| Wimbledon       | –    | –    | –    |
| US Open         | 1R   | 2R   | 1R   |